# Ausana
Ausana (łac. Ausanensis) – stolica historycznej diecezji we Cesarstwie rzymskim w prowincji Afryka Prokonsularna, sufragania metropolii Kartagina. Współcześnie w Tunezji. Obecnie katolickie biskupstwo tytularne utworzone w 1990 roku. 

## Biskupi tytularni
| Lp. | Biskup            | Funkcja                                                | Od              | Do                   |
| --- | ----------------- | ------------------------------------------------------ | --------------- | -------------------- |
| 1   | Józef Zawitkowski | biskup pomocniczy warszawski biskup pomocniczy łowicki | 26 maja 1990    | 29 października 2020 |
| 2   | Raúl Pizarro      | biskup pomocniczy San Isidro (Argentyna)               | 19 grudnia 2020 |                      |